# Leo Aario
Leo Eino Aario, do roku 1928 Engmann (26. listopadu 1906, Pori – 6. srpna 1998, Espoo), byl finský geograf a geolog.
V letech 1945 až 1953 byl profesorem geografie univerzity v Turku. Působil jako děkan přírodovědecké fakulty a v období 1951–53 jako prorektor. Od 1953 do 1970 byl profesorem geografie na helsinské univerzitě. Od roku 1963 byl členem Leopoldiny.

## Publikace
- Biologische Geographie
- Pflanzentopographische und paläogeographische Mooruntersuchungen in N-Satakunta
- Über die Wald- und Klimaentwicklung an der lappländischen Eismeerküste in Petsamo mit e. Beitr. zur nord- u. mitteleurop. Klimageschichte
- Über den südlichen Abfluss des Vor-Päijännesees
- Ein nachwärmezeitlicher Gletschervorstoss in Oberfernau in den Stubaier Alpen
- Die Kulturlandschaft und bäuerliche Wirtschaft beiderseits des Rheintales bei St. Goar
- Der Tümmlerfund von Kolosjoki und die Entwicklungsgeschichte der Wälder Petsamos, v Fennia (1940), digitalizovaná verze
- The original garden cities in britain and the garden city ideal in finland
- Waldgrenzen und subrezenten [!] Pollenspektren in Petsamo, Lappland
- Vegetation und postglaziale Geschichte des Nurmijärvi-Sees